# Копыстырин
Копысты́рин (укр. Копистирин, пол. Kopesterzyn, Kopestyrzyn, Kopestrzyn) — село на Украине, находится в Шаргородском районе Винницкой области.
Код КОАТУУ — 0525384401. Население по переписи 2001 года составляет 1000 человек. Почтовый индекс — 23526. Телефонный код — 4344.
Занимает площадь 35,98 км².

## Религия
В селе действует Свято-Покровский храм Шаргородского благочиния Могилёв-Подольской епархии Украинской православной церкви.

## Адрес местного совета
23526, Винницкая область, Шаргородский р-н, с. Копыстырин, ул. Ленина, 67